# Omar Jimenez
Omar Fernando Jimenez (nascido em 27 de novembro de 1993)  é um jornalista e correspondente estadunidense que trabalha na CNN.

## Infância e educação
Jimenez nasceu em Worcester, Massachusetts, e foi criado em Kennesaw, na Geórgia. Ele é afro-latino; sua mãe, Jayne Morgan, é afro-estadunidense, e seu pai, Omar Jimenez, é colombiano. Jimenez tem dois irmãos. Quando ele estava na sexta série, seus pais se divorciaram e ele morou com sua mãe.
Jimenez frequentou a Kennesaw Mountain High School. Jogando basquete no ensino médio, Jimenez fraturou as costas e não conseguiu jogar por oito meses. Ele foi para a Medill School of Journalism na Northwestern University, onde se formou em jornalismo de difusão. Ele jogou no time de basquete masculino da universidade de 2011 a 2013, depois de um teste bem-sucedido. Com outros estudantes de jornalismo e direito, Jimenez trabalhou com o Chicago Innocence Project para investigar condenações incorretas.

## Carreira
Jimenez começou sua carreira em jornalismo como estagiário no escritório da NBC News em Chicago. Por quase quatro anos, Jimenez trabalhou no ar como jornalista multimídia na WGEM-TV em Quincy, Illinois. Foi repórter geral e âncora substituto na WBAL-TV em Baltimore, Maryland. Jimenez trabalhou na WBAL de julho de 2015 a junho de 2017.
Jimenez trabalha na CNN desde 7 de agosto de 2017, primeiro na CNN Newsource em Washington, DC. Ele agora está baseado em Chicago como correspondente da CNN.

### Prisão ao vivo
No início da manhã de 29 de maio de 2020, Omar e sua equipe de três pessoas foram presos por um grupo de policiais do estado de Minnesota enquanto cobriam ao vivo protestos em resposta à morte de George Floyd em Minneapolis, Minnesota. De acordo com Omar, ele foi preso por não ter voltado da posição em que estava trabalhando, depois de receber ordens, apesar de suas credenciais de mídia serem visíveis e válidas e de concordar em se mudar para onde direcionado.
Conforme ele relatou ao vivo no programa New Day da CNN com Alisyn Camerota e John Berman, Omar foi abordado por dois policiais que ordenaram que a equipe se mudasse. Ele imediatamente concordou, perguntando para onde deveriam ir, mas os policiais se afastaram. Minutos depois, enquanto ainda trabalhava, ele, junto com o produtor Bill Kirkos, o operador de câmera Leonel Mendez e um segurança, foram abordados por um grupo de policiais que os cercaram e os prenderam enquanto continuavam a perguntar para onde a polícia do estado queria que eles se movessem. Eles foram detidos na cena do crime e depois em uma delegacia local antes de serem libertados cerca de uma hora e meia depois, depois que a polícia verificou que eram da mídia. O presidente da CNN, Jeff Zucker, ligou diretamente para o governador de Minnesota, Tim Walz, para insistir na libertação da equipe. Na conversa, Tim pediu desculpas a Jeff pelo incidente, chamando-o de "inaceitável".

## Prêmios e honrarias
Na Northwestern, ele ganhou vários prêmios nacionais e regionais de estudantes por reportagens, incluindo o National Mark of Excellence Award por reportagem de televisão para estudantes da Society of Professional Journalists e um prêmio Bronze do National College Emmys na categoria noticiário.
Enquanto trabalhava na WBAL-TV, Jimenez recebeu uma indicação individual ao Emmy por reportagens gerais.

## Vida pessoal
Jimenez começou a tocar música no ensino médio. Ele gosta de rap e hip-hop e lançou músicas no SoundCloud sob o nome OJ Tropicana. Seu EP de estreia, Reporting Live, foi lançado em 2017. Ele trabalhou com o produtor Daiz e o músico Drew Tildon. Sua arte é influenciada por Childish Gambino. Em 2013, ele apareceu no segmento "Batalha dos Rappers Instantâneos" no Late Night with Jimmy Fallon.